# Lim Su-Jeong
Lim Su-Jeong (20 de agosto de 1986) es una deportista surcoreana que compitió en taekwondo.
Participó en los Juegos Olímpicos de Pekín 2008, obteniendo una medalla de oro en la categoría de –57 kg. En los Juegos Asiáticos de 2002 consiguió una medalla de oro.
Ganó dos medallas en el Campeonato Mundial de Taekwondo en los años 2009 y 2011.

## Palmarés internacional
| Juegos Olímpicos   | Juegos Olímpicos         | Juegos Olímpicos  | Juegos Olímpicos |
| Año                | Lugar                    | Medalla           | Categoría        |
| ------------------ | ------------------------ | ----------------- | ---------------- |
| 2008               | Pekín (China)            | Medalla de oro    | –57 kg           |
| Campeonato Mundial |                          |                   |                  |
| Año                | Lugar                    | Medalla           | Categoría        |
| 2009               | Copenhague (Dinamarca)   | Medalla de oro    | –62 kg           |
| 2011               | Gyeongju (Corea del Sur) | Medalla de bronce | –57 kg           |
| Juegos Asiáticos   |                          |                   |                  |
| Año                | Lugar                    | Medalla           | Categoría        |
| 2002               | Busan (Corea del Sur)    | Medalla de oro    | –51 kg           |